# دانشگاه آک‌دنیز

لوگوی دانشگاه آک دنیز

دانشگاه آک‌دنیز آنتالیا در سال ۱۹۸۲ در شهر آنتالیا ساخته شد. دارای ۹ دانشکده، ۹ مدرسه عالی و ۴ انستیتوست. بالغ بر ۱۰ هزار دانشجو و هزار نفر کادر علمی دارد. زبان آموزش ترکی است.

## امکانات
امکانات دانشگاه در دهه نخست سده ۲۱:
- کتابخانه: دارای۳۰ هزار کتاب و تعداد زیادی نشریه ادواری است. به شبکه اینترنت متصل است.
- اسکان و تغذیه: یک خوابگاه ۳ هزار نفره که متعلق به سازمان اعتبار و خوابگاههاست، در داخل مجتمع دانشگاه وجود دارد. در بخش المالی نیز یک خوابگاه ۵۰ نفره وجود دارد. رستوران غذاخوری دانشگاه ظرفیت پذیرش برای ۱۰ هزار دانشجو را دارد. به دانشجویان غذای ظهر به دانشجویان داده می‌شود.

## رشته‌های تحصیلی دانشگاه
مدرسه عالی بهداشت آنتالیا: مامایی، پرستاری
دانشکده تربیت معلم: دبیری رشته کلاس داری
دانشکده علوم پایه و ادبیات: زیست‌شناسی، فیزیک، شیمی، باستانشناسی کلاسیک، ریاضیات، جامعه‌شناسی، تاریخ
دانشکده اقتصاد و علوم اداری: اقتصاد، مدیریت، مدیریت عمومی، مالیه
دانشکده ارتباطات: روابط و شناخت مردمی
دانشکده مهندسی: مهندسی رشته‌های: محیط، عمران، ماشین آلات
دانشکده پزشکی
مدرسه عالی گردشگری و هتلداری: مدیریت مهمانداری، مدیریت سیاحت
دانشکده زراعت: تولید گیاهی، مهندسی غذا، تولید حیوانی، فناوری کشاورزی
دانشکده حقوِق آلانیا
مدرسه عالی بهداشت آکسکی (Akseki) آنتالیا: پرستاری
دانشکده دامپزشکی بوردور (Burdur)